# Andebbia pachythrix
Andebbia pachythrix är en svampart som först beskrevs av Cooke & Massee, och fick sitt nu gällande namn av Trappe, Castellano & Amar. 1996. Andebbia pachythrix ingår i släktet Andebbia och familjen Mesophelliaceae.   Inga underarter finns listade i Catalogue of Life.